# Jean Wadoux
Jean Wadoux (ur. 29 stycznia 1942 w Saint-Pol-sur-Ternoise) – francuski lekkoatleta, średnio- i długodystansowiec, wicemistrz Europy.
Zwyciężył w biegu na 1500 metrów na igrzyskach śródziemnomorskich w 1963 w Neapolu. Na igrzyskach olimpijskich w 1964 w Tokio zajął 9. miejsce w finale tej konkurencji.
25 czerwca 1965 w Saint-Maur Wadoux wraz z kolegami ustanowił rekord świata w rzadko rozgrywanej sztafecie 4 × 1500 metrów czasem 14:49,0; sztafeta biegła w składzie: Gérard Vervoort, Claude Nicolas, Michel Jazy i Jean Wadoux. Zajął 2. miejsce w biegu na 1500 metrów w finale pucharu Europy w 1965 w Stuttgarcie. Na mistrzostwach Europy w 1966 w Budapeszcie zajął 7. miejsce w finale tej konkurencji.
Na igrzyskach olimpijskich w 1968 w Meksyku wystartował w biegu na 5000 metrów; awansował do finału, w którym zajął 9. miejsce. Zajął 6. miejsce w finale biegu na 1500 metrów podczas mistrzostw Europy w 1969 w Atenach. 23 lipca 1970 w Colombes ustanowił rekord Europy na 1500 metrów wynikiem 3;34,0.
Zdobył srebrny medal w biegu na 5000 metrów na mistrzostwach Europy w 1971 w Helsinkach za Finem Juhą Väätäinenem.
Jean Wadoux był mistrzem Francji w biegu na 1500 m w latach 1965-1970, w biegu na 5000 metrów w 1968 i 1970 i w biegu przełajowym w 1968 i 1972.
Rekordy życiowe:
- bieg na 1000 metrów  – 2:18,6 (17 września 1964, Saint-Maur)
- bieg na 1500 metrów  – 3:34,0 (23 lipca 1970, Colombes)
- bieg na 1 milę  – 3:57,2 (23 lipca 1965, Saint-Maur)
- bieg na 2000 metrów  – 5:05,8 (12 czerwca 1965, Sochaux)
- bieg na 3000 metrów  – 7:52,0 (19 czerwca 1971, Vittel)
- bieg na 5000 metrów – 13:28,0 (8 lipca 1970, Colombes)

W 2003 został kawalerem Legii Honorowej.